# Таурово
Таурово (рос. Таурово) — присілок в Малоярославецькому районі Калузької області Російської Федерації.
Населення становить 80 осіб. Входить до складу муніципального утворення Селище Дєтчино.

## Історія
Від 2004 року входить до складу муніципального утворення Селище Дєтчино.

## Населення
| 2002 | 2010 |
| ---- | ---- |
| 71   | ↗80  |